# یواس‌اس کراکس (ای‌کی-۱۱۵)
یواس‌اس کراکس (ای‌کی-۱۱۵) (به انگلیسی: USS Crux (AK-115)) یک کشتی بود که طول آن ۴۴۱ فوت ۶ اینچ (۱۳۴٫۵۷ متر) بود. این کشتی در سال ۱۹۴۳ ساخته شد.